# Lekkoatletyka na Światowych Wojskowych Igrzyskach Sportowych 2019 – bieg na 400 m kobiet
Bieg na 400 metrów kobiet – jedna z konkurencji lekkoatletycznych rozegranych w dniu 22 października 2019 roku podczas 7. Światowych Wojskowych Igrzyskach Sportowych na kompleksie sportowym WH FRSC Stadium w Wuhanie. Polka Justyna Święty-Ersetic zdobyła brązowy medal igrzysk wojskowych.

## Terminarz
| Data                      | Godzina (UTC+08:00) | Wydarzenie             |
| ------------------------- | ------------------- | ---------------------- |
| 22 października 2019(dts) | 11:15               | Eliminacje – bieg nr 1 |
| 22 października 2019(dts) | 11:20               | Eliminacje – bieg nr 2 |
| 22 października 2019(dts) | 11:25               | Eliminacje – bieg nr 3 |
| 22 października 2019(dts) | 19:25               | Finał                  |

## Rekordy
Tabela prezentuje rekord świata, a także rekord Igrzysk wojskowych (CSIM) przed rozpoczęciem mistrzostw.
|                                   | Zawodnik       | Wynik | Miejsce        | Data                     |
| --------------------------------- | -------------- | ----- | -------------- | ------------------------ |
| Rekord świata                     | Marita Koch    | 47,60 | Canberra       | 6 października 1985(dts) |
| Rekord Igrzyska wojskowych (CSIM) | Geisa Coutinho | 51,08 | Rio de Janeiro | 22 lipca 2011(dts)       |

## Uczestniczki
Jedno państwo mogło zgłosić maksymalnie dwie zawodniczki. Do zawodów zgłoszonych zostało 17 zawodniczki reprezentujących 12 kraje. Sklasyfikowane zostały 16, ponieważ Bułgarka Vanya Stambolova nie stawiła się na starcie biegu eliminacyjnego. Złoty medal zdobyła zawodniczka  Bahrajnu, srebrny Rosjanka, a brązowy Polka Justyna Święty-Ersetic. Druga Polka Małgorzata Hołub-Kowalik zajęła 4. miejsce.

## Medaliści
| Złoto                     | Srebro                | Brąz                            |
| Salwa Eid Naser · Bahrajn | Polina Miller · Rosja | Justyna Święty-Ersetic · Polska |

## Wyniki

### Finał
| Pozycja | Tor | Zawodnik                 | Państwo   | Reakcja | Czas  | Uwagi |
| ------- | --- | ------------------------ | --------- | ------- | ----- | ----- |
| 1 !     | 6   | Salwa Eid Naser          | Bahrajn   | 0,140   | 50,15 | [ 8 ] |
| 2 !     | 4   | Polina Miller            | Rosja     | 0,149   | 51,49 |       |
| 3 !     | 7   | Justyna Święty-Ersetic   | Polska    | 0,211   | 52,19 |       |
| 4       | 8   | Małgorzata Hołub-Kowalik | Polska    | 0,263   | 52,42 |       |
| 5       | 9   | Ksienija Ustałowa        | Rosja     | 0,163   | 52,57 |       |
| 6       | 5   | Iman Essa Jasim          | Bahrajn   | 0,156   | 52,88 |       |
| 7       | 2   | Nadeesha Ramanayake      | Sri Lanka | 0,234   | 53,41 |       |
| 8       | 3   | Kateryna Klymjuk         | Ukraina   | 0,204   | 53,62 |       |

Źródło: Wuhan